# Bert Grimm

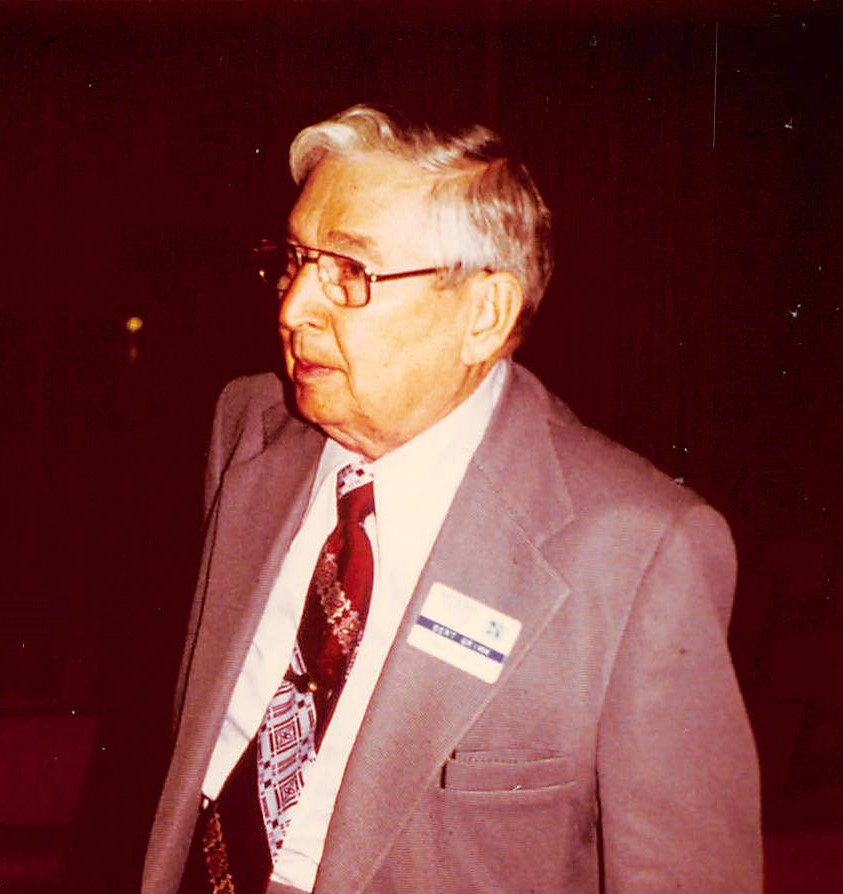
Bert Grimm in Reno 1982

Bertram Cecil Grimm (* 8. Februar 1900 als Edward Cecil Reardon in Springfield Greene; † 15. Juni 1985 in Warrenton, Oregon) war ein US-amerikanischer Tätowierer; er gilt als „grandfather of old school“; er tätowierte u. a. Bonnie and Clyde und Pretty Boy Floyd.

## Leben

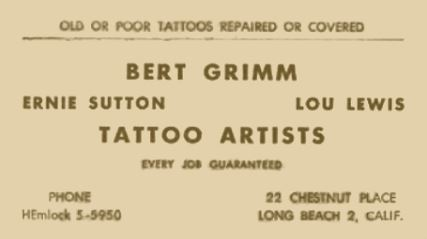
Visitenkarte von Bert Grimm aus dem Jahr 1940

Bert Grimm, Sohn von John Elmer Reardon (1862–1945) und dessen Ehefrau Carrie Elizabeth Shull Reardon (1863–1923), wuchs in Portland auf. Zu welchem Zeitpunkt er eine Änderung des Namens vornahm ist nicht dokumentiert. Er hatte elf Geschwister und heiratete am 7. Februar 1931 Julia Florence Lechler (1910–1984).
Am Anfang seiner beruflichen Karriere verbrachte er eine Saison mit der Buffalo Bill Wild West Show. Grimm eröffnete seinen ersten Tattoo-Shop 1916 in Chicago. Im Laufe der Jahre betrieb er Geschäfte in Honolulu, Salt Lake City, Las Vegas, Seattle, Los Angeles, Long Beach, St. Louis, Portland und Küste Oregon und China. Grimm gilt als Förderer von Lyle Tuttle und Ed Hardy.